# Epacris stuartii
Epacris stuartii là một loài thực vật có hoa trong họ Thạch nam. Loài này được Stapf mô tả khoa học đầu tiên năm 1910.